# Уаорани
Уаораните са етническа група в Еквадор.
Те наброяват няколко хиляди души и живеят в Амазония, главно в провинциите Напо, Ореляна и Пастаса. Говорят изолирания уаорански език. До средата на XX век те остават до голяма степен изолирани от външния свят, водят номадски живот и се прехранват с лов и събирачество. От края на века постепенно започват да усядат в постоянни селища.